# Pietro Consagra

Pietro Consagra: „Muraliga, giallo Mori e verde Alpi“ im Innenhof des Castelvecchio Verona

Pietro Consagra: „Ingresso al Belice“, an der Straße nach Gibellina in Sizilien

Pietro Consagra (* 6. Oktober 1920 in Mazara del Vallo, Sizilien; † 16. Juli 2005 in Mailand) war ein italienischer Bildhauer. Er gilt in Italien als Hauptvertreter der abstrakten Kunst.

## Leben
Consagra studierte von 1938 bis 1944 an der Kunstakademie von Palermo und zog anschließend nach Rom. Dort gründete er 1947 mit Piero Dorazio, Achille Perilli, Mino Guerrini, Giulio Turcato, Carla Accardi und Antonio Sanfilippo die abstrakte Gruppe „Forma 1“.
Mitte der 1950er Jahre wurde er durch abstrakte Plastiken aus Bronze und Stahl bekannt. Er nahm insgesamt sechs Mal, in den Jahren 1952, 1954, 1956, 1960 und 1972, an der Biennale von Venedig teil und gewann dort 1960 den internationalen Skulptur-Preis.
Mit seinen Werken war er auf der documenta II 1959 und der documenta III 1964 in Kassel vertreten. Einzelausstellungen fanden im Palais des Beaux-Arts de Bruxelles, im Museo Cantonale d’Arte von Lugano, im World House in New York und in der Galerie de France in Paris statt. Ihm wurde ein Antonio-Feltrinelli-Preis für 1983 zugesprochen.
Pietro Consagra starb nach schwerer Krankheit am 16. Juli 2005 in Mailand.